# Le Tombeur (film, 1933)
Pour les articles homonymes, voir Le Tombeur.
Pour plus de détails, voir Fiche technique et Distribution.

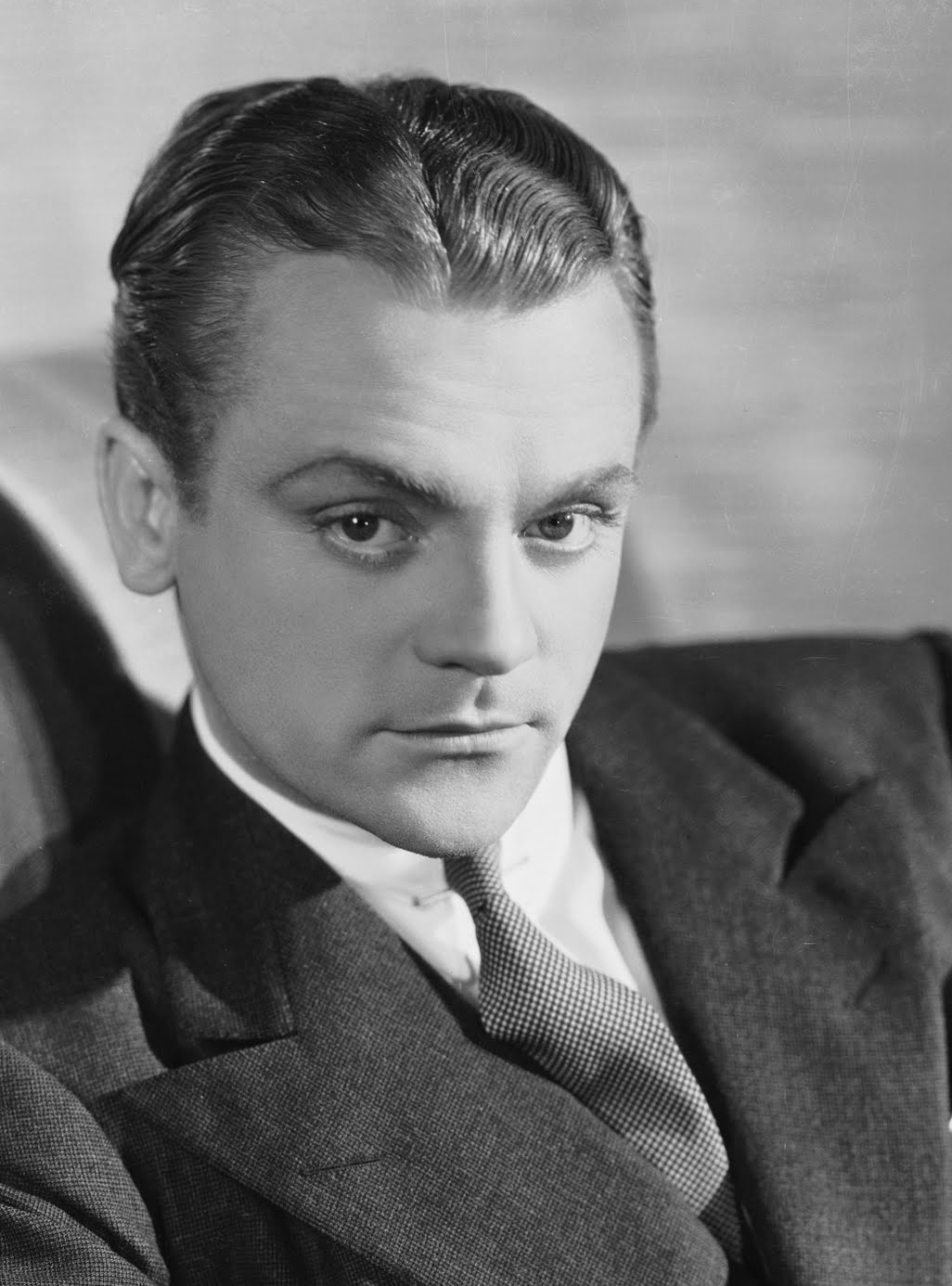
James Cagney

Le Tombeur (Lady Killer) est un film américain réalisé par Roy Del Ruth, sorti en 1933.
James Cagney y joue un de ses meilleurs rôles comique en tant que gangster en cavale.

## Synopsis
Un ancien gangster trouve le succès à Hollywood, mais son passé finit par le rattraper.

## Fiche technique
- Titre original : Lady Killer
- Réalisation : Roy Del Ruth
- Scénario : Lillie Hayward d'après une pièce de Ben Markson
- Producteur : Henry Blanke
- Production : Warner Bros.
- Photographie : Tony Gaudio
- Musique : Leo F. Forbstein[2]
- Montage : George Amy
- Durée : 76 minutes
- Dates de sortie : 
  - 3 décembre 1933 (USA)
  - 8 février 1934 (France)
- Affiche : Joseph Koutachy (France)

## Distribution
- James Cagney : Dan Quigley
- Mae Clarke : Myra Gale
- Margaret Lindsay : Lois Underwood
- Leslie Fenton : Duke

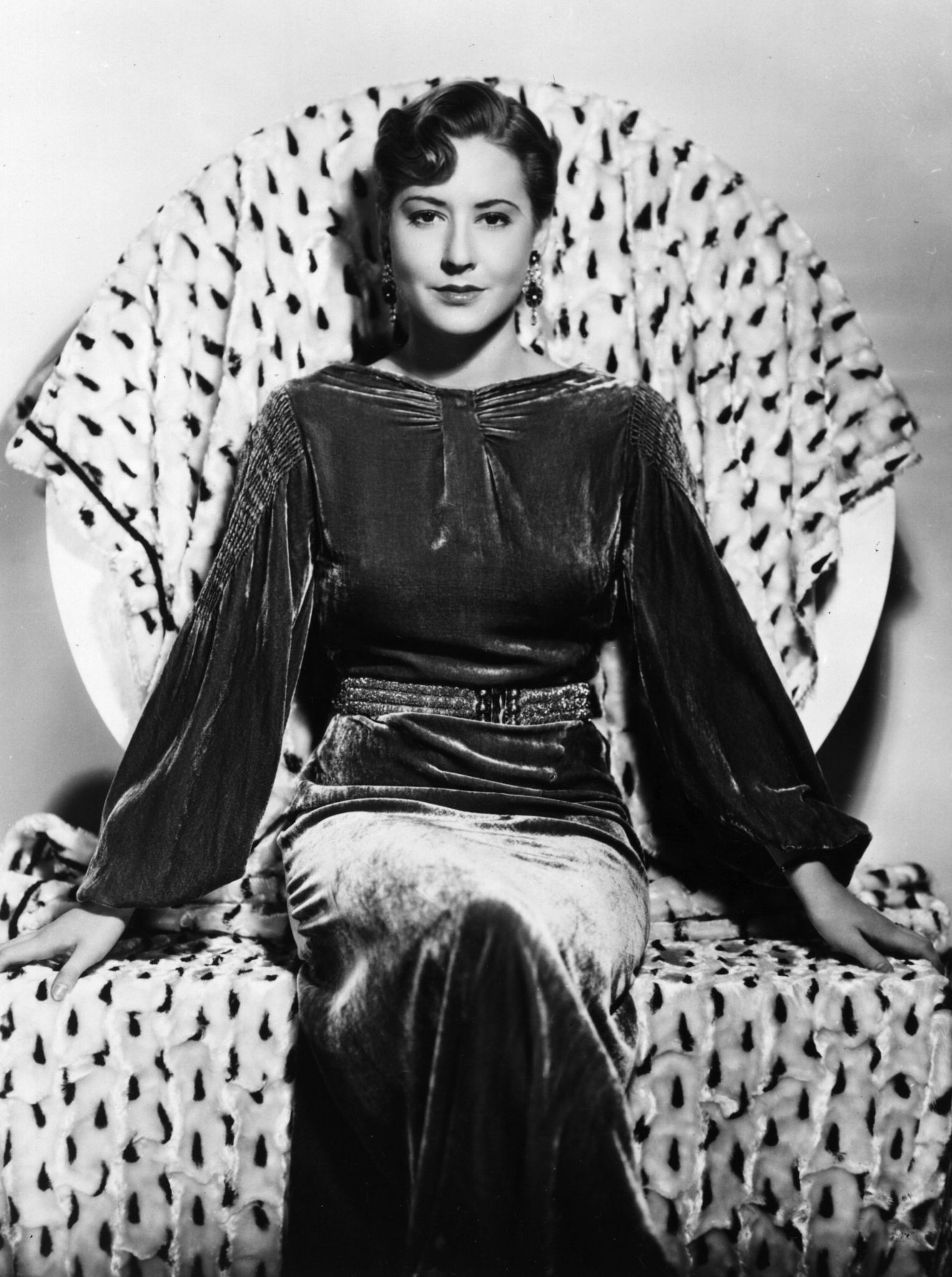
Mae Clarke

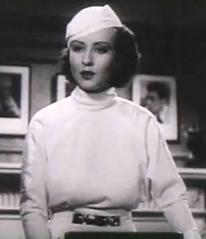
Margaret Lindsay.

- Douglass Dumbrille : Spade Maddock
- Russell Hopton : Smiley
- Raymond Hatton : Pete
- Henry O'Neill : Ramick
- Robert Elliott : Detective Joe Brannigan
- Marjorie Gateson : Mrs. Marley
- Willard Robertson : Detective Conroy
- William Davidson : Director Williams
- Edwin Maxwell : Jeffries
- Robert Homans : un geôlier